# ピートと秘密の友達
『ピートと秘密の友達』（ピートとひみつのともだち、原題: Pete's Dragon）は、2016年のアメリカ合衆国の冒険ファンタジー映画である。監督はデヴィッド・ロウリー、主演はブライス・ダラス・ハワード、オークス・フェグリー、ウェス・ベントリー、カール・アーバン、ウーナ・ローレンス、ロバート・レッドフォードが務めている。『ピートとドラゴン』（1977年）のリメイク作品である。

## あらすじ
家族旅行中に不慮の事故に遭い、一人森の奥深くに迷い込む5歳の少年ピート。彼を助けたのは、モフモフの毛に覆われた大きな生き物だった。怯えるピートをその生き物は両手でやさしく包み、大空へ羽ばたいていく。その後6年間、人と関わることなく深い森で暮らしてきたピートだが、実は彼には誰にも言えない秘密の友達“エリオット”がいた。ピートにとってエリオットは言葉が話せなくても心が通じる、家族同然の存在。森の中での二人きりの生活は、毎日がわくわくする冒険の連続だった。この夢のような日々はずっと続くと思っていたが、森を守るために様々な調査を行うグレースとの出会いがきっかけで、伝説だったはずのドラゴンの存在が人間たちに知られてしまうことに。

## キャスト
※括弧内は日本語吹替
- グレース - ブライス・ダラス・ハワード（甲斐田裕子）
- ピート - オークス・フェグリー（藤村真優）
- ジャック - ウェス・ベントリー（高橋広樹）
- ギャヴィン - カール・アーバン（宮内敦士）
- ナタリー - ウーナ・ローレンス（松澤可苑）
- ミーチャム - ロバート・レッドフォード（勝部演之）
- ジーン・デントラー保安官 - イザイア・ウィットロック・Jr（田中美央）
- レンジャー・ウェントワース - ジム・マクラーティ（根本泰彦）
- エリオットの声 - ジョン・カーサー

## 製作
2013年、『ピートとドラゴン』（1977年）のリメイク作品がウォルト・ディズニー・ピクチャーズによって製作されると発表された。同時に、デヴィッド・ロウリーとトビー・ハルブルックスが脚本を執筆し、ジム・ウィテカーが製作を担当すると発表された。2014年、ロウリーが監督を務めると報じられた。
2015年1月から同年4月にかけて、ニュージーランドにて撮影が行われた。実質的な撮影日数は74日間である。撮影にはボジャン・バゼリ、編集にはリサ・ゼノ・チャージンが起用された。ドラゴンのCGはWETAデジタルが手がけた。ダニエル・ハートがスコアを担当した。

## 上映
2016年8月8日、ロサンゼルスのエル・キャピタン・シアターにてプレミア上映が行われた。アメリカ合衆国では8月12日に一般公開された。日本では12月23日に公開された。

## 評価
Rotten Tomatoesには217件の批評家レヴューがあり、平均値は7.3点、支持率は88%だった。Metacriticには42件の批評家レヴューがあり、平均値は71点だった。
本作に4点満点の3.5点を与えた『New York Post』のカイル・スミスは、「この年の最良の映画作品の1本」と評した。『Rolling Stone』のピーター・トラヴァースは、「深く心に刻まれる、貴重なファミリー映画」と評し、本作に4点満点の3点を与えた。『The Guardian』のヘンリー・バーンズは、「監督のデヴィッド・ロウリーは情緒と見世物を巧みに調和させている」と述べて、本作に5点満点の3点を与えた。『Variety』のピーター・デブルージは、「語りの速度からロバート・レッドフォードの佇まいに至るまで、正しく古風に仕上がっている」と評価した。「感動的で、思いがけない美しさを湛えた作品」と評した『Forbes』のスコット・メンデルソンは、「スティーヴン・スピルバーグの『E.T.』とブラッド・バードの『アイアン・ジャイアント』に匹敵する」と述べた。